# Trung tâm Việt Nam và Lưu trữ Việt Nam Sam Johnson
Trung tâm Việt Nam và Lưu trữ Việt Nam Sam Johnson là tổ chức chuyên thu thập và lưu giữ hồ sơ, tài liệu về chiến tranh Việt Nam. Trung tâm Việt Nam và Lưu trữ, một phần trực thuộc Đại học Công nghệ Texas (Texas Tech), là nơi thu thập thông tin lớn nhất và toàn diện nhất về chiến tranh Việt Nam. Ngày 17 tháng 8 năm 2007, Trung tâm Việt Nam Công nghệ Texas trở thành tổ chức đầu tiên của Mỹ ký kết thỏa thuận trao đổi chính thức với Cục Văn thư và Lưu trữ Nhà nước Việt Nam. Điều này góp phần mở ra cánh cửa cho sự trao đổi hai chiều giữa hai cơ quan với nhau.
Sứ mệnh của Trung tâm Việt Nam là nhằm trợ giúp và khuyến khích việc nghiên cứu và giáo dục liên quan đến mọi khía cạnh trong trải nghiệm về Việt Nam của người Mỹ; thúc đẩy sự hiểu biết sâu sắc hơn về trải nghiệm này cũng như về các dân tộc và nền văn hóa ở Đông Nam Á.  Trung tâm này đẩy mạnh công tác giáo dục thông qua hoạt động triển lãm, giảng dạy trong lớp học và ấn phẩm; hỗ trợ lưu trữ và thu thập cùng bảo quản nguồn sử liệu thích hợp; và khuyến khích học bổng liên quan thông qua việc tổ chức và chủ trì hội nghị và hội thảo chuyên đề hàng năm.

## Lịch sử

Ba chiếc chuyên vận hạm siêu tốc ở Vịnh Cam Ranh, Việt Nam. Bộ sưu tập Corrado Rudolfo Lutz (VA025931)

Năm 1989, một nhóm cựu chiến binh Việt Nam từ miền Tây Texas đã tụ họp tại Đại học Công nghệ Texas (Texas Tech) để thảo luận về những gì họ có thể làm theo cách tích cực về những trải nghiệm ở Việt Nam. Cuộc gặp mặt này dưới sự dẫn dắt của James Reckner, giáo sư lịch sử quân sự Đại học Công nghệ Texas và là cựu chiến binh Hải quân trong chiến tranh Việt Nam, cảm thấy lo lắng về việc sinh viên của mình thiếu hiểu biết về cuộc chiến này. Điều này chủ yếu là do nhiều công dân sau chiến tranh đã giả vờ như cuộc chiến này chưa bao giờ xảy ra. Nhóm nhất trí là cần thành lập ngay Lưu trữ Việt Nam và bắt đầu thu thập và bảo quản các tài liệu liên quan đến trải nghiệm của người Mỹ ở Việt Nam.
Ngày 2 tháng 12 năm 1989, Hội đồng quản trị Đại học Công nghệ Texas đã chấp thuận việc thành lập Trung tâm Nghiên cứu Xung đột Việt Nam. Nhiệm vụ kép của hội động này là tài trợ và hướng dẫn sự phát triển của Lưu trữ Việt Nam và khuyến khích tiếp tục nghiên cứu mọi khía cạnh trong trải nghiệm về Việt Nam của người Mỹ. Chính phủ Mỹ từng sử dụng công cụ tìm kiếm trực tuyến của cơ quan lưu trữ này để tìm kiếm nguồn tài liệu liên quan đến tù binh chiến tranh trong thời gian họ ở Việt Nam.
Năm 2001, Lưu trữ Việt Nam cho lập Lưu trữ Việt Nam Ảo với mục đích đưa nhiều tài liệu lên mạng để tạo điều kiện cho mọi người truy cập miễn phí và dễ dàng thông qua Internet. Theo lời Steve Maxner – giám đốc Trung tâm và Lưu trữ Việt Nam cho biết trong cuộc phỏng vấn năm 2011 rằng Trung tâm này có thể hoạt động được là nhờ sự hỗ trợ của cựu chiến binh Việt Nam và cách đóng góp tài liệu và lịch sử truyền miệng của họ phục vụ cho mục đích thông tin và giáo dục. Cũng vào lúc này, Giám đốc Trung tâm và Lưu trữ Việt Nam của Đại học Công nghệ Texas là Stephen Maxner được Chính phủ Việt Nam trao tặng giải thưởng "Vì Sự nghiệp Lưu trữ Việt Nam" do những đóng góp của ông cho hoạt động hợp tác lưu trữ giữa Việt Nam và Hoa Kỳ. Năm 2012, Ủy ban Ấn phẩm và Hồ sơ Lịch sử Quốc gia đã trao cho trung tâm 144.000 đô la Mỹ nhằm tài trợ cho công việc số hóa bộ sưu tập 250.000 trang thuộc Hiệp hội Gia đình Tù nhân Chính trị Việt Nam của sinh viên. Bộ sưu tập này ghi lại quá trình di cư của hàng nghìn người Mỹ gốc Việt sau khi chiến tranh Việt Nam kết thúc.
Năm 2017, cơ sở này được đổi tên thành "Trung tâm Việt Nam và Lưu trữ Việt Nam Sam Johnson" để vinh danh cựu tù binh chiến tranh và Dân biểu Mỹ Sam Johnson. Ông giúp đỡ Đại học Công nghệ Texas đảm bảo nguồn tài trợ liên bang để hỗ trợ Trung tâm và Lưu trữ Việt Nam. Đến tháng 8 năm 2019, nhờ khoản tài trợ 95.740 đô la Mỹ từ Quỹ Quốc gia Hỗ trợ Khoa học Nhân văn, Trung tâm tiến hành công tác biên tập, phiên âm và xuất bản trực tuyến toàn bộ bộ sưu tập phỏng vấn lịch sử truyền miệng còn lại do Dự án Lịch sử truyền miệng VNCA thực hiện. Cũng trong năm nay, trung tâm lưu trữ dự kiến mở rộng và được đặt trong một cơ sở hoàn toàn mới, thuộc dự án cần tới 25 triệu đô la Mỹ cho chính tòa nhà và khoản tài trợ 10 triệu đô la Mỹ để trang trải chi phí hoạt động.
Năm 2023, tổ chức Heart of Vietnamese Soldiers đã phối hợp với trung tâm này nhằm điều hành dự án phi lợi nhuận mang tên "Hồ sơ Di sản Chiến tranh Việt Nam". Lưu trữ Việt Nam đã trả lại bộ sưu tập gồm năm cuốn nhật ký và 30 lá thư do những người lính Việt Nam viết mà hầu hết trong số họ đã tử trận trong cuộc chiến này. Lần trao trả nhật ký, thư từ và vật dụng cá nhân của người lính lần thứ hai là vào tháng 7 năm 2024.

## Dự án đặc biệt

### Lưu trữ Việt Nam Ảo

Bộ sưu tập Jennifer Young (VA043454)

Tháng 3 năm 2002, Lưu trữ Việt Nam Ảo (VVA) ra mắt công chúng với khoản tài trợ liên bang trị giá năm trăm nghìn đô la Mỹ để số hóa bộ sưu tập tài liệu, âm thanh và hình ảnh của Lưu trữ Việt Nam. Đủ loại tài liệu bao gồm tài liệu, ảnh chụp, slide, phim âm bản, lịch sử truyền miệng, hiện vật, ảnh động, bản ghi âm, bản đồ và công cụ hỗ trợ tìm kiếm bộ sưu tập. Tất cả tài liệu số hóa và không có bản quyền đều có sẵn để người dùng tải xuống miễn phí. Đến năm 2004, có thông báo cho biết dự án Lưu trữ Việt Nam Ảo được Viện Dịch vụ Bảo tàng và Thư viện thuộc chính phủ liên bang tài trợ 1,8 triệu đô la Mỹ trong bốn năm.

### Dự án Lịch sử Truyền miệng
Dự án Lịch sử Truyền miệng (OHP) thuộc Lưu trữ Việt Nam được thành lập vào năm 1999. Sứ mệnh của OHP là tạo ra và bảo quản hồ sơ đầy đủ hơn về các cuộc chiến tranh ở Đông Nam Á thông qua công tác lưu trữ, thực hiện cuộc phỏng vấn được ghi âm, ghi chép hồi ức và kinh nghiệm của tất cả những ai từng tham gia vào các cuộc chiến này. Bất kỳ ai cũng có thể tham gia, dù cho họ là cựu chiến binh Mỹ, cựu đồng minh hoặc kẻ thù của nước Mỹ, người biểu tình thuộc phe phản chiến, nhân viên chính phủ, thành viên gia đình của cựu chiến binh, v.v...

### Dự án Di sản Người Mỹ gốc Việt
Dự án Di sản Người Mỹ gốc Việt (VAHP) chính thức thành lập vào năm 2008, nhằm hỗ trợ sứ mệnh của Lưu trữ Việt Nam là ghi lại chiến tranh từ mọi góc độ bằng cách cung cấp tài liệu về lịch sử xã hội và chính trị sau chiến tranh của người Mỹ gốc Việt đã di cư đến Hoa Kỳ trong và sau chiến tranh Việt Nam. VAHP nhằm mục đích nâng cao nghiên cứu về kinh nghiệm nhập cư và tái định cư của người Việt Nam bằng cách cung cấp dịch vụ tham khảo cho giới nghiên cứu và tăng cường sự tham gia của người Mỹ gốc Việt vào Dự án Lịch sử Truyền miệng của cơ quan lưu trữ này, tiến hành hoạt động tiếp cận và phát triển mối quan hệ hợp tác với các tổ chức khác dành riêng cho việc bảo tồn di sản phong phú của người Mỹ gốc Việt. Nền tảng của VAHP là Bộ Sưu tập Hiệp hội Gia đình Tù nhân Chính trị Việt Nam (FVPPA) thuộc Lưu trữ Việt Nam. Trong suốt thập niên 1980 và 1990, FVPPA đã giúp đỡ thành công hơn 10.000 cựu tù nhân trại cải tạo Việt Nam và gia đình họ di cư đến Mỹ và các quốc gia khác thông qua Chương trình Ra đi Có trật tự (ODP) thuộc Cao ủy Liên Hợp Quốc về người tị nạn (UNHCR).